# سوخوی لوگ
شهر سوخوی لوگ (به روسی: Сухой Лог) در کشور روسیه و در اوبلاست سوردلوفسک واقع شده‌است.